# Епархия Мандевилля
Епархия Мандевилля (лат. Dioecesis Mandevillensis) — епархия Римско-Католической церкви с центром в городе Мандевилл , Ямайка. Епархия Мандевилля входит в митрополию Кингстона. Епархия Мандевилля распространяет свою юрисдикцию на приходы Ямайки: Кларендон, Манчестер и Сент-Элизабет. Кафедральным собором епархии Мандевилля является церковь Святого Павла Креста.

## История
15 апреля 1991 года Римский папа Иоанн Павел II выпустил буллу «Praeteritis quidem», которой учредил апостольский викариат Мандевилля, выделив его из архиепархии Кингстона и епархии Монтего-Бея.
21 ноября 1997 года Римский папа Иоанн Павел II выпустил буллу «Sedulam sane», которой возвёл апостольский викариат Мандевилля в ранг епархии.

## Ординарии епархии
- епископ Paul Michael Boyle C.P.[1] (15.04.1991 — 6.07.2004);
- епископ Gordon Dunlap Bennett S.J. (6.07.2004 — 8.08.2006);
- епископ Neil Tiedemann C.P. (20.05.2008 — по настоящее время).

## Статистика
На конец 2004 года из 575 288 человек, проживающих на территории епархии, католиками являлись 8296 человек, что соответствует 1,4 % от общего числа населения епархии.
| год  | население | население | население | священники | священники        | священники         | священники                           | постоянные диаконы | монахи  | монахи  | приходы |
| год  | католики  | всего     | %         | всего      | белое духовенство | черное духовенство | число католиков на одного священника | постоянные диаконы | мужчины | женщины | приходы |
| ---- | --------- | --------- | --------- | ---------- | ----------------- | ------------------ | ------------------------------------ | ------------------ | ------- | ------- | ------- |
| 1999 | 7.782     | 506.000   | 1,5       | 24         | 21                | 3                  | 324                                  | 8                  | 9       | 39      | 20      |
| 2000 | 7.899     | 561.900   | 1,4       | 28         | 19                | 9                  | 282                                  | 9                  | 19      | 39      | 19      |
| 2001 | 8.086     | 562.000   | 1,4       | 27         | 18                | 9                  | 299                                  | 9                  | 19      | 40      | 18      |
| 2002 | 8.123     | 574.000   | 1,4       | 25         | 22                | 3                  | 324                                  | 8                  | 6       | 35      | 19      |
| 2003 | 8.200     | 576.000   | 1,4       | 26         | 23                | 3                  | 315                                  | 6                  | 9       | 32      | 21      |
| 2004 | 8.296     | 575.288   | 1,4       | 25         | 22                | 3                  | 331                                  | 6                  | 5       | 32      | 21      |